# Jamesoniella colorata
Jamesoniella colorata är en bladmossart som först beskrevs av Johann Georg Christian Lehmann, och fick sitt nu gällande namn av Richard Spruce och Victor Félix Schiffner. Jamesoniella colorata ingår i släktet öronmossor, och familjen Jamesoniellaceae. Inga underarter finns listade i Catalogue of Life.